# Yekyua
Yekyua to klasa bytów duchowych z mitologii Jakutów. Pozostają one w ukryciu, dopóki wiosną nie stopnieją śniegi. Każdy yekuya jest związany z jakimś zwierzęciem i mogą one być na usługi jakuckich szamanów. Najsilniejsze yekuya służą kobietom - szamankom. Rodzaj zwierzęcia, którego postać przybierają determinuje ich moc. Przykładowo, yekuya o postaci psa ma moc bardzo małą, biały łoś zaś dużą. Najsilniejszy jest yekuya - mamut. Yekuya są widzialne jedynie dla szamanów.